# همسر شهرآشوب
همسر شهرآشوب (ایتالیایی: Mogliamante) یک فیلم عاشقانه ایتالیایی به کارگردانی مارکو ویکاریو است که در سال ۱۹۷۷ منتشر شد.

## گزیدهٔ بازیگران
- لائورا آنتونلی
- مارچلو ماسترویانی
- لنرد مان
- ویلیام برگر
- گاستونه موسکین
- الگا کارلاتوس
- لوئیجی دیبرتی
- انتسو روبوتی
- السا واتسولر